# Elecciones generales de Burundi de 1961
Las elecciones generales de Burundi de 1961 se celebraron el 18 de septiembre de ese año, para elegir a los 64 miembros de la Asamblea Nacional.
Con una participación electoral del 75%, las elecciones se saldaron con la victoria de la Unión para el Progreso Nacional (UPRONA), dirigida por Louis Rwagasore, que obtuvo más del 80% de los votos y obtuvo 58 escaños. Rwagasore se convirtió en primer ministro del nuevo gobierno, pero fue asesinado dos semanas después de las elecciones.

## Desarrollo
Como parte del compromiso de Bélgica para otorgar la independencia a Urundi, entonces parte de la colonia de Ruanda-Urundi, en enero de 1961 se estableció un gobierno interino autónomo encabezado por Joseph Cimpaye como primer ministro de Urundi y se convocaron elecciones para designar al gobierno que dirigiría al país tras la independencia programada de Bélgica en 1962.
Fueron las primeras elecciones directas al organismo legislativo de Urundi, ya que el anterior organismo legislativo, el Consejo Superior Nacional (en francés: Conseil Supérieur du Pays), era elegido de manera indirecta.
Durante las elecciones se enfrentaron principalmente la coalición Frente Común (Conformada por el Partido Demócrata Cristiano (PDC), el Partido del Pueblo (PP), el Partido Democrático y Rural (PDR), el Partido de la Emancipación del Pueblo (PEP), la Voz del Pueblo Murundi (VPM) y otros partidos más pequeños, de los cuales predominaba el PDC) y la Unión para el Progreso Nacional (UPRONA). Mientras el PDC y el Frente Común defendían un proyecto moderado de transición hacia la Independencia de Burundi, centrando más su programa de gobierno en la reforma socioeconómica, la UPRONA exigía la independencia inmediata e incondicional del país.
Más allá de las diferencias ideológicas, lo que impulsó la rivalidad entre ambos partidos fueron los conflictos intranobiliarios, ya que los linajes Bezi y Batare, que habían luchado durante mucho tiempo por el control del país, respaldaron a la UPRONA y al PDC respectivamente.

## Resultados
|  | 98,96 % |

|  | 1,04 % |

|  | 100 % |

|  | 75,39 % |

## Posterioridad
Al día siguiente de las elecciones, Rwagasore fue declarado como primer ministro de Burundi, con la misión de preparar al país para la Independencia, y tomando posesión del cargo el 28 de septiembre. Estableció un gobierno de unidad nacional de 10 miembros con el apoyo de todos menos uno de los diputados de la Asamblea.
A pesar de esto, el 13 de octubre su mandato se vio truncado al ser asesinado en Buyumbura en un complot urdido por políticos del PDC junto con oficiales del gobierno colonial belga. Pronto fue sucedido por André Muhirwa, también de la UPRONA, bajo cuyo gobierno se logró la Independencia del país el 1 de julio de 1962.